# Astrochelys
Genre
Synonymes
- Angonoka Le, Raxworthy, McCord & Mertz, 2006

Astrochelys est un genre de tortues de la famille des Testudinidae.

## Répartition
Les deux espèces de ce genre sont originaires de Madagascar. Elles ont été introduites à Maurice et à La Réunion.

## Liste des espèces
Selon TFTSG (23 juin 2011) :
- Astrochelys radiata (Shaw, 1802)
- Astrochelys yniphora (Vaillant, 1885)

## Publication originale
- Gray, 1873 : Hand-List of the Specimens of Shield Reptiles in the British Museum. London: British Museum, p. 1-124 (texte intégral).